# Lagata
Lagata és un municipi d'Aragó, situat a la província de Saragossa, a la comarca del Camp de Belchite.

## Història
El príncep d'Aragó Ramon Berenguer IV concedia el 1154 a l'abat Raimundo el territori de Lagata per edificar un monestir cistercenc.
Així doncs, Lagata i la seua veïna Samper del Salz, es van despendre del monestir de Santa Maria de Roda.
Ens trobem doncs, amb l'existència d'un senyor d'Abadengo, és a dir, que depèn de l'abat del monestir, que es dedicava a administrar i nomenar al capellà del poble.
Per això, diem que l'antic palau de Lagata es deia Palau de l'Abat.
A l'interior del nucli urbà, podem trobar l'Església Barroca de la Santa Creu o l'Ermita de Santa Barbara.

## Geografia
Lagata es troba a la comarca Camp de Belchite, situada al límit de les províncies de Saragossa i Terol.

## Demografia
| Any       |  | 1991 |  | 1996 |  | 2001 |  | 2004 |  | 2016 |
| --------- |  | ---- |  | ---- |  | ---- |  | ---- |  | ---- |
| Habitants |  | 159  |  | 159  |  | 157  |  | 132  |  | 126  |

## Festes
-Santa Àgata (5 DE FEBRER)
-Setmana Santa (DISSABTE SANT "EL POLLANCRE I ELS OUS")
-Exaltació de la Santa Creu (14 SETEMBRE)

## Política Local

### Últims alcaldes de Lagata
| Període   | Alcalde                       | Partit |  |
| --------- | ----------------------------- | ------ |  |
| 1979-1983 | Enrique Baquero Lázaro        | PAR    |  |
| 1983-1987 | Enrique Baquero Lázaro        | PAR    |  |
| 1987-1991 | Enrique Baquero Lázaro        | PAR    |  |
| 1991-1995 | Enrique Baquero Lázaro        | PAR    |  |
| 1995-1999 |                               | PP     |  |
| 1999-2003 | Francisco Javier Lázaro Gómez | PSOE   |  |
| 2003-2007 | Francisco Javier Lázaro Gómez | PSOE   |  |
| 2007-2011 | Francisco Javier Lázaro Gómez | PSOE   |  |
| 2011-2015 | Francisco Javier Lázaro Gómez | PSOE   |  |
| 2015-2019 | Francisco Javier Lázaro Gómez | PSOE   |  |

### Resultats electorals
| Elecciones municipales |      |      |      |      |
| Partit                 | 2003 | 2007 | 2011 | 2015 |
| PSOE                   | 4    | 4    | 4    | 4    |
| PAR                    | 1    | -    | 1    | 1    |
| PP                     | -    | 1    | -    | -    |
| CHA                    |      | -    |      | -    |
| IU                     | -    |      |      |      |
| Total                  | 5    | 5    | 5    | 5    |

## Lagata i el Reggae (2004-2011)
Lagata Reggae Festival (LAGATAvajunto) és un Festival de música d'origen jamaicana i és l'únic d'Aragó especialitzat en aquest estil. L'esdeveniment com el seu nom indica, s'organitza a Lagata. El festival es va crear amb la motivació de fer un esdeveniment musical, amb els músics que agradaven als fundadors de la festa. Amb el temps, el resultat va ser que milers de persones vinguessin a un poble de poc més de 100 habitants.

## El nom del poble
Hi ha documents que diuen que abans el poble, Lagata es deia Àgata.